# یواس‌اس واباکواست (وای‌تی‌بی-۷۲۴)
یواس‌اس واباکواست (وای‌تی‌بی-۷۲۴) (به انگلیسی: USS Wabaquasset (YTB-724)) یک کشتی است که طول آن ۹۴ فوت ۳ اینچ (۲۸٫۷۳ متر) می‌باشد. این کشتی در سال ۱۹۴۲ ساخته شد.